# TLC (álbum)
TLC es el quinto y último álbum de estudio del grupo homónimo TLC, lanzado el 30 de junio de 2017 por su discográfica 852 Musiq. TLC se asoció con varias compañías distributivas como Music RED (América del Norte), Liberation Music (Australia), Warner Music Group (Japón) y Cooking Vinyl. TLC es un álbum de pop y R&B con influencias de la música de los 90.  Es su primer álbum de estudio después de 15 años de pausa, tras el lanzamiento de su cuarto álbum 3D (2002), y el único sin la participación de Lisa "Left Eye" Lopes, tras su fallecimiento en 2002. 
El álbum recibió críticas generalmente positivas de los críticos, muchos de los cuales elogiaron el sonido de retroceso incluido en el álbum, aunque algunos criticaron el álbum por no estar a la altura de su legado. El álbum debutó en la posición 38 en los Billboard 200, vendiendo 12 000 unidades equivalentes en su primera semana, 11 000 de las cuales fueron ventas puras. El álbum también alcanzó la posición veinte en la lista Top R&B/Hip-Hop Albums.
TLC contiene la canción "Way Back", que se convirtió en su cuarta canción en llegar al top 10 en Billboard Adult R&B, colocándose en la octava posición. "Haters" fue lanzado primariamente en noviembre de 2016 para Japón y Nueva Zelanda, pero luego fue reestrenada como la canción internacional del álbum.
La edición deluxe del Reino Unido incluyó versiones regrabadas de las canciones "No Scrubs", "Creep", "Unpretty", "Baby-Baby-Baby" y "Diggin' on You". Estas mismas grabaciones fueron incluidas en el lanzamiento de TLC 20 que sólo se estrenó en Japón en 2013, y también fueron usadas en la biopelícula CrazySexyCool: The TLC Story.

## Canciones
| Standard edition |                                                 |                  |          |  |
| N.º              | Título                                          | Productor(es)    | Duración |  |
| 1.               | «No Introduction»                               | Dunlap Exclusive | 3:02     |  |
| 2.               | «Way Back» (con Snoop Dogg)                     | D'Mile           | 3:46     |  |
| 3.               | «It's Sunny»                                    | Ron Fair         | 3:23     |  |
| 4.               | «Haters»                                        | Busbee           | 2:40     |  |
| 5.               | «Perfect Girls»                                 | Ayo Kayo         | 3:05     |  |
| 6.               | «Interlude»                                     | Desmond Peterson | 1:11     |  |
| 7.               | «Start a Fire»                                  | Kayo             | 4:02     |  |
| 8.               | «American Gold»                                 | Kayo             | 3:38     |  |
| 9.               | «Scandalous»                                    | Cory Mo          | 3:32     |  |
| 10.              | «Aye Muthafucka»                                | Drephantom       | 3:16     |  |
| 11.              | «Joy Ride»                                      | Knotch           | 4:18     |  |
| 12.              | «Way Back» (con Snoop Dogg) (versión extendida) | D'Mile           | 4:26     |  |

| Deluxe edition (bonus tracks) |                                      |               |          |  |
| N.º                           | Título                               | Productor(es) | Duración |  |
| 13.                           | «No Scrubs» (2013 re-recording)      | She'kspere    | 3:32     |  |
| 14.                           | «Creep» (2013 re-recording)          | Austin        | 4:23     |  |
| 15.                           | «Unpretty» (2013 re-recording)       | Austin        | 4:38     |  |
| 16.                           | «Baby-Baby-Baby» (2013 re-recording) | Reid          | 4:58     |  |
| 17.                           | «Diggin' on You» (2013 re-recording) | Babyface      | 4:09     |  |

| Japanese and online store standard edition (bonus tracks) |                                      |               |          |  |
| N.º                                                       | Título                               | Productor(es) | Duración |  |
| 13.                                                       | «Joy Ride» (TJO remix)               | Tipz          | 4:18     |  |
| 14.                                                       | «It's Sunny» (Lucas Valentine remix) | Fair          | 3:23     |  |

## Personal
Créditos de TLC adaptados de AllMusic.
- Chris Athens – masterización
- Luke Austin – teclado
- Leslie Brathwaite – masterización, mezcla
- Mike Busbee – producción
- Casper & B. – producción
- Bill Diggins – producción
- Theodore "NoizeBeatz" Lawrence – producción
- Charles Dunlap – producción
- Terrence "Grad Teachem" Dunlap – voces
- Devon Eisenberger – guitarra
- Dernst Emile II – teclado, producción, programación
- Ron Fair – producción adicional, ingeniero, producción ejecutiva, piano, producción, producción vocal
- Kevin Hellon – bajo
- Debra Killings – voz de fondo
- Raymond Komba – teclado, producción
- Dennis Leupold – fotografía
- Chris Malloy – producción
- Cory "Knotch" Marks – programación de batería, producción, programación
- Niko McKnight – guitarra, producción
- Cory Mo – programación de batería, ingeniero, teclado, mezcla, producción, sintentizador, ingeniero vocal
- Zach Nicholls – ingeniero, mezcla, ingeniero de mezcla, ingeniero vocal
- Desmond Peterson – producción
- David Reed – producción
- Joshua "Tipz" Richardson – ingeniero, producción
- Lucas Sader – guitarras
- Peter Sharkey – programación
- Snoop Dogg – artista invitado
- Gavin Taylor – dirección creativa, diseño
- Patrick Thrall – ingeniero vocal
- TLC – artistas principales
- Desmond "Motown" Washington – producción
- Carnoy "Ayo Kayo" Watkins – producción
- Tionne "T-Boz" Watkins – producción

## Posicionamiento en listas
| Lista (2017)                            | Mejor posición |
| --------------------------------------- | -------------- |
| Australian Digital Albums (ARIA)        | 34             |
| Australian Urban Albums (ARIA)          | 25             |
| Bélgica (Ultratop flamenca)             | 166            |
| Alemania (Offizielle Top 100)           | 81             |
| Greek Albums (IFPI)                     | 42             |
| Japanese Albums (Oricon)                | 62             |
| New Zealand Heatseekers Albums (RMNZ)   | 7              |
| Escocia (Scottish Albums Chart)         | 72             |
| Reino Unido (UK Albums Chart)           | 40             |
| Reino Unido (UK Independent Albums)     | 3              |
| Reino Unido (UK R&B Albums)             | 1              |
| Estados Unidos (Billboard 200)          | 38             |
| Estados Unidos (Independent Albums)     | 1              |
| Estados Unidos (Top R&B/Hip-Hop Albums) | 20             |

## Ventas
| Región         | Ventas |
| -------------- | ------ |
| Japón (Oricon) | 4,586  |